# Francis Guinan
Francis Guinan (17 november 1951, Council Bluffs) is een Amerikaans acteur.

## Carrière
Guinan begon in 1983 met acteren in de film Say Goodnight, Gracie, waarna hij nog meerdere rollen speelde in films en televisieseries. 
Guinan is naast acteur voor televisie ook actief in het theater. Sinds 1979 is hij lid van het theatergezelschap Steppenwolf Theatre Company in Chicago. Guinan heeft ook tweemaal opgetreden op Broadway. In 1990 speelde hij in het toneelstuk The Grapes of Wrath, en van 2007 tot en met 2008 speelde hij in het toneelstuk August: Osage County.

## Filmografie

### Films
Uitgezonderd korte films.
- 2024 Ghostlight - als conciërge Fran
- 2023 Another Happy Day - als bezorger
- 2023 Swayed - als Mark Pruitt
- 2022 Relative - als David Frank
- 2021 Later Days - als Sarg
- 2019 Saint Frances - als Dennis
- 2017 Abundant Acreage Available - als Tom
- 2017 The Evil Within - als dr. Preston
- 2015 Henry Gamble's Birthday Party - als Larry Montgomery
- 2013 Killing Kennedy - als Lyndon B. Johnson
- 2010 All Good Things - als Daniel Patrick Moynihan
- 2010 The Last Airbender - als Master Pakku
- 2005 Constantine - als pastoor Garret
- 2004 Ideal - als Claude Ignatius Hix
- 2002 Path to War - als Nicholas Katzenbach
- 2001 Hannibal - als adjunct-directeur FBI Noonan
- 2000 American Tragedy - als Bill Hodgman
- 1999 Lansky - als senator Estes Kefauver
- 1999 Guinevere - als Alan Sloane
- 1997 George Wallace - als lid van de Ku Klux Klan
- 1997 Speed 2: Cruise Control - als Rupert
- 1997 Murder One: Diary of a Serial Killer - als Steve McDermott
- 1994 Spring Awakening - als dr. Bennett
- 1994 Lies of the Heart: The Story of Laurie Kellogg - als Dennis Bender
- 1993 Journey to the Center of the Earth - als mr. Wentworth
- 1992 Mortal Sins - als pastoor Daniel Simmons
- 1992 Shining Through - als Andrew Berringer
- 1991 Knight Rider 2000 - als dr. Jeffrey Glassman
- 1990 Rock Hudson - als Carl
- 1989 The Preppie Murder - als Kendris
- 1988 Miles from Home - als Tommy Malin
- 1988 The Serpent and the Rainbow - als Amerikaanse dokter
- 1983 Say Goodnight, Gracie - als ??

### Televisieseries
Uitgezonderd eenmalige gastrollen.
- 2016 The Exorcist - als broeder Simon - 5 afl.
- 2011-2012 Boss - als gouverneur McCall Cullen - 12 afl.
- 2012 Mike & Molly - als Jack - 3 afl.
- 2009 The Beast - als Alan Robicheaux - 2 afl.
- 2003 The Practice - als Mitchell Field - 2 afl.
- 1991-1992 Eerie, Indiana - als Edgar Teller - 19 afl.

### Computerspellen
- 2014 Star Wars: The Old Republic - Shadow of Revan - als Keeper
- 2011 Star Wars: The Old Republic - als Keeper

- Gemeinsame Normdatei: 1018668195
- International Standard Name Identifier: 0000 0004 4179 9429
- Virtual International Authority File: 169149106292668492462